# José María Fonollosa
José María Fonollosa (Barcelona, 8 d'agost de 1922 – Barcelona, 7 d'octubre de 1991) va ser un poeta barceloní de la generació de la postguerra que va escriure en castellà.

## Biografia
Va néixer el 1922 a Can Tunis, Barcelona, però va créixer al barri del Poble Sec. Als 22 anys, l'any 1945, va publicar el primer llibre de poemes, La sombra de tu Luz. L'any 1947 publica un segon llibre i el 1951 marxa a Cuba. A Cuba hi publica un tercer llibre i, en tornar a Barcelona l'any 1961, apareixen alguns poemes seus a la revista Poesía Española. Però a partir de 1961 i fins al 1990 s'aparta dels cercles literaris i deixa de publicar, però no pas d'escriure.
L'any 1990 va publicar apadrinat per Pere Gimferrer, el que és el seu llibre més important: Ciudad del hombre: New York.
El 7 d'octubre de 1991 va morir a Barcelona. El reconeixement el va tenir pòstumament, des de la seva mort s'ha reeditat la seva obra, s'ha publicat l'obra inèdita i, tant el músic Joan Manuel Serrat, com Albert Pla, n'han musicat poemes.

## Obra
- La sombra de tu luz (1945)
- Umbral del silencio (1947)
- Blues y cantos espirituales negros (1951)
- Romancero de Martí (1955)
- Ciudad del hombre: New York (Sirmio, Barcelona, 1990). Pròleg de Pere Gimferrer.
- Ciudad del hombre: Barcelona (Bauma, Cuadernos de Poesía, Barcelona, 1993).
- Ciudad del hombre: Barcelona (DVD ediciones, Barcelona, 1996). Pròleg de José Ángel Cilleruelo.
- Poetas en la noche (Quaderns Crema, Barcelona, 1997)
- Ciudad del hombre: New York (Ediciones El Acantilado, 2000).
- Destrucción de la mañana (DVD ediciones, Barcelona, 2001). Pròleg i edició de José Ángel Cilleruelo.